# كلود إم. بولتون جونيور
كلود إم. بولتون جونيور (بالإنجليزية: Claude M. Bolton, Jr.)‏ هو موظف مدني وضابط أمريكي، ولد في 13 ديسمبر 1945 في سيوكس سيتي في الولايات المتحدة، وتوفي في 28 يوليو 2015 في شانتيلي في الولايات المتحدة.